# 集合！卡比
《集合！卡比》（或稱為卡比大集合！），是一款星之卡比系列的游戏，由HAL研究所製作及任天堂出版。故事是說一天卡比突然被迪亞茲（ネクロディアス）分成了十份，然後卡比們就展開旅途，進行全5個島的冒險，找回彩虹金幣，並打敗迪亞茲。

## 故事
一天卡比被迪亞茲（ネクロディアス）分成了十份，然後卡比們就展開旅途，找回彩虹金幣，並打敗迪亞茲。最後卡比成功把自己合回一體。

## 控制
《卡比大集合！》全程只需使用輕觸式螢幕作控制，以及 Start 鍵暫停。而於遊戲的一開始只會有一隻卡比，玩家需要拿夠100分水果分才能呼叫另一隻卡比出來（最多十隻）。較多卡比去打一隻怪物的時間會快一些。而有時亦需十隻一起才能過關。

## 評價
由於《卡比大集合！》控制容易，但亦不失刺激感，所以被很多人評為「一定要有的遊戲」。Bordersdown給了 9/10 分，称其为「NDS上最好的触屏控制游戏之一」（One of the very best examples of stylus-based touchscreen controls on the system）。而Destructoid則給了 9.5/10 分，說「Cleverly designed, overwhelmingly cute, and devoted to fun, Kirby Mass Attack is a game that should become part of your handheld library without question」。

## 外部連結
- （日語）卡比大集合！官方網站 （页面存档备份，存于）